# Bundesautobahn 46
Bundesautobahn 46 (em português: Auto-estrada Federal 46) ou A 46, é uma auto-estrada na Alemanha.
A Bundesautobahn 46 tem 133 km de comprimento.

## Estados
Estados percorridos por esta auto-estrada:
- Renânia do Norte-Vestfália